# P.J. Hall

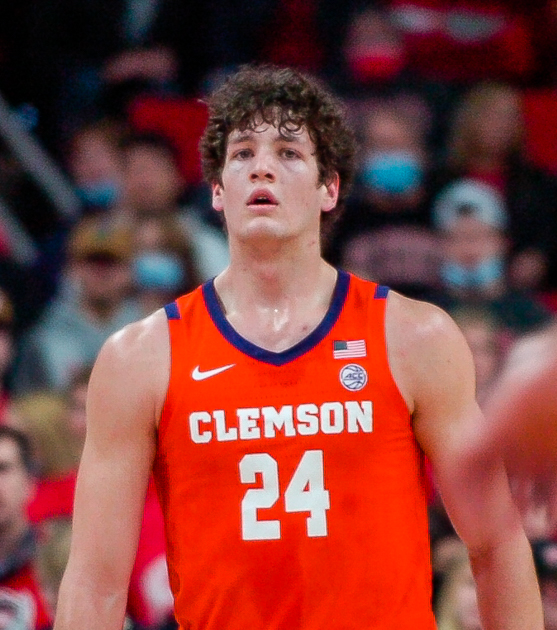
P.J. Hall, 2022.

Paul Jerome "P.J." Hall, född 21 februari 2002 i Spartanburg i South Carolina, är en amerikansk professionell basketspelare (C) som spelar för Memphis Grizzlies i National Basketball Association (NBA). Han har tidigare spelat för Denver Nuggets.
Hall blev aldrig NBA-draftad.
Innan han blev proffs studerade Hall vid Clemson University och spelade för deras idrottsförening Clemson Tigers.